# 哈罗德·迪瓦恩
哈罗德·迪瓦恩（英語：Harold Devine，1909年5月18日—1998年4月29日），美国男子拳击运动员。他曾代表美国参加1928年夏季奥林匹克运动会拳击比赛，获得男子126磅级铜牌。他在奥运后成为职业选手。